# Мерріфілд (Вірджинія)
Мерріфілд (англ. Merrifield) — переписна місцевість (CDP) в США, в окрузі Ферфакс штату Вірджинія. Населення — 20 488 осіб (2020).

## Географія
Мерріфілд розташований за координатами 38°52′19″ пн. ш. 77°14′23″ зх. д. / 38.87194° пн. ш. 77.23972° зх. д. (38.871977, -77.239668).  За даними Бюро перепису населення США в 2010 році переписна місцевість мала площу 7,05 км², з яких 7,03 км² — суходіл та 0,02 км² — водойми.

## Демографія
Згідно з переписом 2010 року, у переписній місцевості мешкало 15 212 осіб у 6099 домогосподарствах у складі 3588 родин. Густота населення становила 2158 осіб/км².  Було 6477 помешкань (919/км²).
Расовий склад населення:
| - 49,6 % — білих - 35,3 % — азіатів - 6,0 % — чорних або афроамериканців - 0,5 % — корінних американців - 0,1 % — вихідців з тихоокеанських островів - 4,7 % — осіб інших рас |

До двох чи більше рас належало 3,9 %. Частка іспаномовних становила 15,1 % від усіх жителів.
За віковим діапазоном населення розподілялося таким чином: 18,8 % — особи молодші 18 років, 74,8 % — особи у віці 18—64 років, 6,4 % — особи у віці 65 років та старші. Медіана віку мешканця становила 32,8 року. На 100 осіб жіночої статі у переписній місцевості припадало 105,2 чоловіків;  на 100 жінок у віці від 18 років та старших — 105,1 чоловіків також старших 18 років.
Середній дохід на одне домашнє господарство  становив 123 996 доларів США (медіана — 108 154), а середній дохід на одну сім'ю — 138 605 доларів (медіана — 126 885). Медіана доходів становила 81 796 доларів для чоловіків та 70 820 доларів для жінок. За межею бідності перебувало 7,0 % осіб, у тому числі 7,5 % дітей у віці до 18 років та 9,3 % осіб у віці 65 років та старших.
Цивільне працевлаштоване населення становило 10 355 осіб. Основні галузі зайнятості: науковці, спеціалісти, менеджери — 32,2 %, освіта, охорона здоров'я та соціальна допомога — 17,5 %, публічна адміністрація — 10,3 %, фінанси, страхування та нерухомість — 7,9 %.